# Republika Genova
Republika Genova (lig. Repúbrica de Zêna, lat. Res publica Genoensis/Ianuensis, tal. Repubblica di Genova) – ili Presvijetla Republika Genova (lig. Serenìscima Repùbrica de Zêna, tal. Serenissima Repubblica di Genova) – bila je srednjovjekovna i novovjekovna pomorska republika od 11. stoljeća do 1797. godine. Tijekom kasnog srednjeg vijeka bila je velika trgovačka sila na Sredozemnom i Crnom moru. Između 16. i 17. stoljeća bio je jedno od glavnih financijskih središta u Europi.
Tijekom svoje povijesti Republika Genova osnovala je brojne kolonije diljem Sredozemlja i Crnog mora, uključujući Korziku (1347. – 1768.), Monako, južni Krim (1266. do 1475.) te otoke Lezbos i Hij (14. stoljeće – 1462., odnosno 1566.). Dolaskom ranog novog vijeka, Republika je izgubila mnoge svoje kolonije te je morala promijeniti svoje interese i usredotočiti se na bankarstvo. Ta se odluka pokazala uspješnom za Genovu, koja je ostala jedno od središta kapitalizma, s visoko razvijenim bankama i trgovačkim poduzećima.
Genova je bila poznata kao "la Superba" ("Sjajna"), "la Dominante" ("Dominantna"), "la Dominante dei mari" ("Vladarica mora") i  "la Repubblica dei magnifici" ("Republika Veličanstvenih"). Od 11. stoljeća do 1528. službeno je bila poznata kao Compagna Communis Ianuensis, a od 1580. godine Serenìscima Repùbrica de Zêna.
Od 1339. do 1797. vladar Genove bio je dužd, prvotno doživotno biran, a nakon 1528. biran je svake dvije godine. Međutim, u stvarnosti je Republika bila oligarhija kojom je vladala mala skupina trgovačkih obitelji, među kojima su birani duždevi.
Mornarica Republike Genove igrala je temeljnu ulogu u bogatstvu i moći Republike tijekom stoljeća te je njezina važnost bila prepoznata diljem Europe. Do danas je njezino naslijeđe, kao ključni čimbenik u trijumfu Republike Genove, još uvijek priznato, a njezin grb prikazan je na zastavi i grbu talijanske mornarice. Godine 1284., Genova se borila protiv Republike Pise u Bitki kod Melorije za prevlast nad Tirenskim morem, a bila je vječiti suparnik Mletačke Republike za prevlast nad Sredozemnim morem.
Republika je nastala kada je Genova postala samoupravna komuna u 11. stoljeću, a ukinuta kada ju je osvojila Francuska Republika pod Napoleonom Bonaparteom i zamijenila Ligurskom Republikom. Ligursku Republiku je 1805. godine anektiralo Francusko Carstvo. Njezina obnova nakratko je proglašena 1814., nakon Napoleonovog poraza, ali je na kraju pripojena Kraljevini Sardiniji 1815. godine.